# クバント2
クバント2（ロシア語：Квант-2、ラテン文字表記の例：Kvant 2）(77KSD, TsM-D, 11F77D) は、1989年にプロトンロケットで打ち上げられたミール宇宙ステーションのモジュール。コアモジュールとクバント1に続く第3のモジュールで、ステーションの姿勢制御や生命維持システムを強化し、観測・実験装置や船外活動のためのエアロックを追加した。

## 設計
クバント2はTKSを元に設計され、長さ13.73m、直径4.35mの円筒形をしていた。モジュール内部は船外活動用のエアロック、貨物区画、実験区画の3つに分かれており、貨物区画は気密ハッチで閉じる事が出来たため、エアロックの予備として使う事が出来た。クバント2到着前は、船外活動はミール・コアモジュールのドッキング用のノード区画を減圧して行われていた。
また2枚の太陽電池パネルで6.9kWの電力を供給した。
クバント2にはソ連版の有人機動ユニット(MMU)ともいえる船外活動用のバックパック推進装置、Argon 16Bよりも能力が向上された新型コンピューターSalyut 5B 、尿再生装置、クバント1に次いでの搭載となる姿勢制御用の6基のジャイロダインが搭載され、ミール宇宙ステーションの機能・性能強化が図られた。実験・観測装置としては、高解像度カメラ、分光計、X線センサ、Volna 2流体実験装置、鳥類孵化実験用の孵卵器"Inkubator-2"も搭載されていた。
1987年に打ち上げられたクバント1モジュールは、クバント2と同様にTKSを転用したものだった。ただし前者においてTKS由来のモジュールは本体をステーションに送り届けた後に分離・廃棄されたのに対し、クバント2ではそのままステーションの一部として使用する設計になっていた。

## 運用
クバント2は1989年11月26日にバイコヌール宇宙基地からプロトンによって打ち上げられた。当初は12月2日にミールとドッキングする計画だったが、技術的問題のため12月6日まで遅れた。クバント2はコアモジュールの5つのドッキングポートのうち軸線上のポートに結合していたが、2日後にアームを用いて側面を向いたポートに移された。
クバント2は、2001年3月23日に他のミールのモジュールと共に大気圏に再突入し、廃棄された。

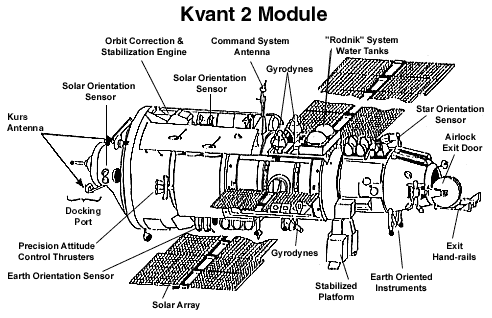
クバント2の外見。右端の構造がエアロック室。
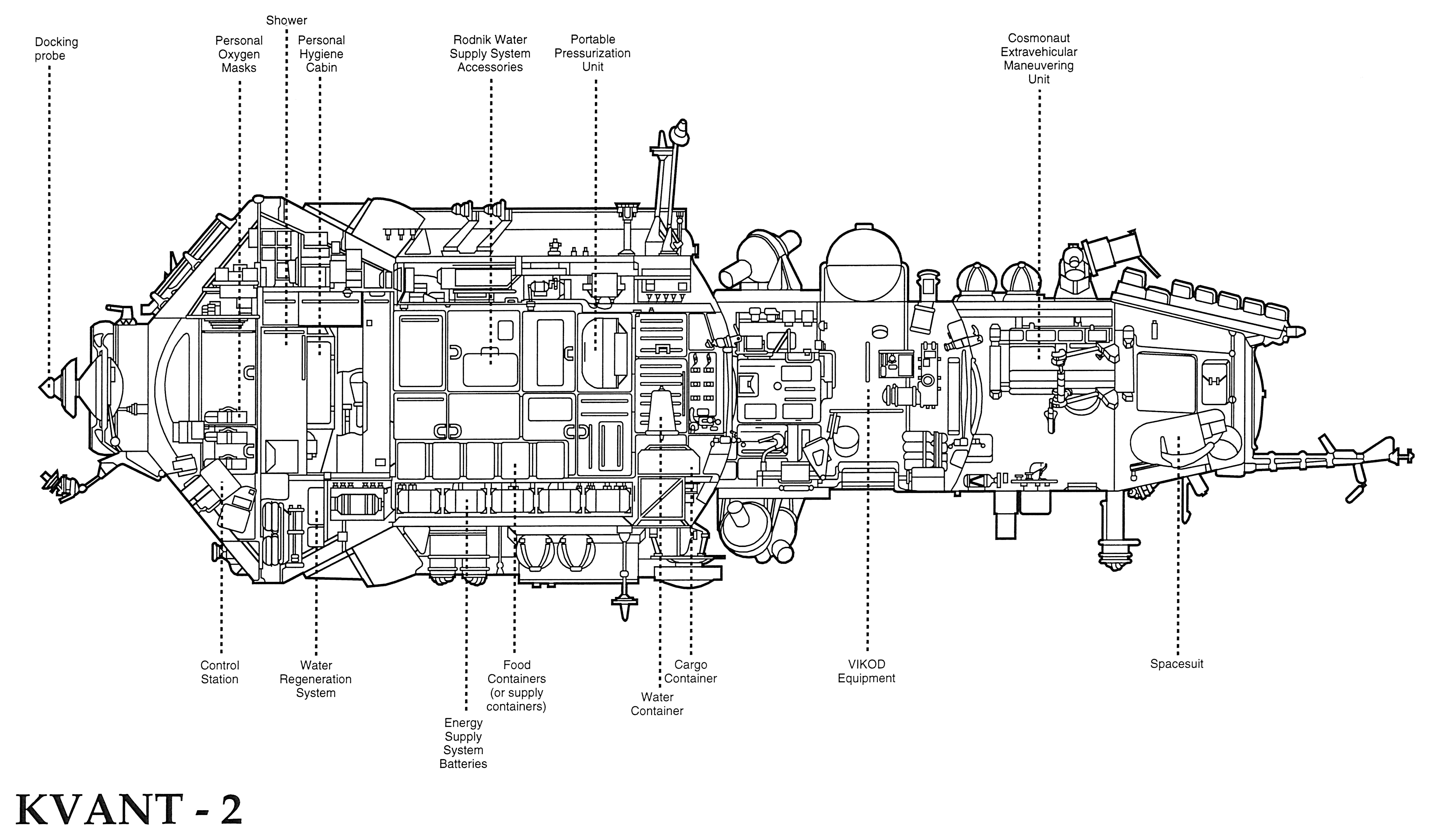
クバント2の内部構造。
後期のミールにおける位置（左下の濃い水色）。